# PVRIG
PVRIG‏ (PVR related immunoglobulin domain containing) هوَ بروتين يُشَفر بواسطة جين PVRIG في الإنسان.